# USS Greiner (DE-37)
USS Greiner (DE-37) là một tàu hộ tống khu trục lớp Evarts được Hải quân Hoa Kỳ chế tạo trong Chiến tranh Thế giới thứ hai. Nó là chiếc tàu chiến duy nhất của Hải quân Mỹ được đặt theo tên Trung úy Hải quân Kenneth Frederick Greiner (1910-1942), phi công tử trận ngày 4 tháng 6, 1942 khi Nhật Bản tấn công quần đảo Aleut. Nó đã phục vụ cho đến khi chiến tranh kết thúc, xuất biên chế vào ngày 19 tháng 11, 1945 và xóa đăng bạ vào ngày 5 tháng 12, 1945. Con tàu bị bán để tháo dỡ vào ngày 10 tháng 2, 1946. Greiner được tặng thưởng ba Ngôi sao Chiến trận do thành tích phục vụ trong Thế Chiến II.

## Thiết kế và chế tạo
Những chiếc thuộc lớp tàu khu trục Evarts có chiều dài chung 289 ft 5 in (88,21 m), mạn tàu rộng 35 ft 1 in (10,69 m) và độ sâu mớn nước khi đầy tải là 8 ft 3 in (2,51 m). Chúng có trọng lượng choán nước tiêu chuẩn 1.140 tấn Anh (1.160 t); và lên đến 1.430 tấn Anh (1.450 t) khi đầy tải. Hệ thống động lực bao gồm bốn động cơ diesel General Motors Kiểu 16-278A nối với bốn máy phát điện để vận hành hai trục chân vịt; công suất 6.000 hp (4.500 kW) cho phép đạt được tốc độ tối đa 21 kn (24 mph; 39 km/h), và có dự trữ hành trình 4.150 nmi (4.780 mi; 7.690 km) khi di chuyển ở vận tốc đường trường 12 kn (14 mph; 22 km/h).
Vũ khí trang bị bao gồm ba pháo 3 in (76 mm)/50 cal trên tháp pháo nòng đơn có thể đối hạm hoặc phòng không, một khẩu đội 1,1 inch/75 caliber bốn nòng và chín pháo phòng không Oerlikon 20 mm. Vũ khí chống ngầm bao gồm một dàn súng cối chống tàu ngầm Hedgehog Mk. 10 (có 24 nòng và mang theo 144 quả đạn); hai đường ray Mk. 9 và tám máy phóng K3 Mk. 6 để thả mìn sâu.
Greiner được đặt lườn như là chiếc BDE-37 tại Xưởng hải quân Puget Sound ở Bremerton, Washington vào ngày 7 tháng 9, 1942. Nó được hạ thủy vào ngày 20 tháng 5, 1943; được đỡ đầu bởi bà Cecily Reddin, và nhập biên chế vào ngày 18 tháng 8, 1943 dưới quyền chỉ huy của Hạm trưởng, Thiếu tá Hải quân F. S. Dowd.

## Lịch sử hoạt động
Sau khi hoàn tất việc chạy thử máy và huấn luyện dọc theo vùng bờ Tây Hoa Kỳ, Greiner khởi hành để hướng sang khu vực quần đảo Hawaii, đi đến Trân Châu Cảng vào ngày 31 tháng 10, 1943. Nó hoạt động huấn luyện và tuần tra tại khu vực phụ cận Oahu cho đến ngày 23 tháng 12, khi nó lên đường trong vai trò soái hạm của Hải đội Hộ tống 28 để đi đến đảo san hô vòng Tarawa thuộc quần đảo Gilbert vừa mới được bình định.
Greiner hầu như trải qua gần một năm tiếp theo hoạt động tại khu vực quần đảo Gilbert-quần đảo Marshall, trong giai đoạn lực lượng Hoa Kỳ lần lượt chinh phục khu vực Trung tâm Thái Bình Dương. Nó đảm trách một loạt các nhiệm vụ, bao gồm vai trò chính yếu là hộ tống các đoàn tàu vận tải đi đến khu vực chiến sự. Nó đã cứu vớt 13 người sống sót từ một thủy phi cơ PBM Mariner bị bắn rơi vào ngày 26 tháng 1, 1944, và nả pháo xuống đảo Kusaie thuộc quần đảo Caroline nhằm đáp trả lại một loạt đạn pháo của quân Nhật trên đảo này vào ngày 1 tháng 6.
Greiner trải qua ba tháng tiếp theo, từ tháng 7 đến tháng 10, 1944, được sửa chữa và hoạt động tại chỗ, rồi sau đó thực hành chống tàu ngầm tại vùng biển Hawaii. Đến tháng 12, nó tuần tra lại khu vực Wotje, Mili, Jaluit và Maloelap, rồi từ đó cho đến khi chiến tranh kết thúc đã phục vụ canh phòng máy bay và bảo vệ chống tàu ngầm cho các tàu sân bay hộ tống tại các khu vực Gilbert và Marshall. Ngoài ra nó còn thực hiện một chuyến đi ngắn đến Okinawa từ ngày 29 tháng 6 đến ngày 3 tháng 7, 1945. Nó khởi hành từ Kerama Retto, Okinawa vào ngày 3 tháng 7 để quay trở về Hoa Kỳ, về đến San Francisco, California vào ngày 28 tháng 7.
Sau khi chiến tranh chấm dứt, Greiner được cho xuất biên chế tại Oakland, California vào ngày 19 tháng 11, 1945, và tên nó được cho rút khỏi danh sách Đăng bạ Hải quân vào ngày 5 tháng 12, 1945. Con tàu được bán cho hãng J. G. Berkwit & Co. vào ngày 10 tháng 2, 1946 để tháo dỡ.

## Phần thưởng[2]
|  |                                         |  |
|  | Bronze star · Bronze star · Bronze star |  |

| Dãi băng Hoạt động Tác chiến (truy tặng) |                                                                         |                                                                         |                                      |
| Huân chương Chiến dịch Hoa Kỳ            | Huân chương Chiến dịch Châu Á-Thái Bình Dương với 3 Ngôi sao Chiến trận | Huân chương Chiến dịch Châu Á-Thái Bình Dương với 3 Ngôi sao Chiến trận | Huân chương Chiến thắng Thế Chiến II |